# میدان نفتی اسفند
میدان نفتی اسفند از میدان‌های نفتی ایران است، که در ۱۸ کیلومتری جنوب شرقی جزیره سیری، و در خلیج فارس واقع شده است. این میدان در استان هرمزگان مستقر می‌باشد و در سال ۱۹۶۹ کشف و در ۱۹۷۰ به بهره‌برداری رسید. میدان نفتی اسفند هم‌اکنون از ۵ سکوی فراساحلی یا دریایی، متشکل از ۳ سکوی چاه، یک سکوی بهره‌برداری و یک سکوی مشعل تشکیل می‌شود.
میدان نفتی اسفند دارای ۲۹ حلقه چاه تولیدی و تزریقی بوده و تولید نفت از این میدان در حال حاضر ۶۰٫۰۰۰ بشکه در روز می‌باشد. بر روی این میدان، سکو ایلام مستقر است، که واقع در ۱۸ کیلومتری جزیره سیری، دارای دو سکوی فرعی می‌باشد. سکوی مادر با یک پل ۸۰ متری به سکوی ایلام۱ وصل است و سکوی ایلام۲ در شمال با ۲٬۵ کیلومتر فاصله و سکوی ایلام۳ در جنوب، با ۳٫۲ کیلومتر فاصله با سکوی مادر در ارتباط هستند.
این سکوها در سال ۱۹۹۸ میلادی از سوی شرکت توتال ساخته شد. در میدان اسفند چهار حلقه چاه تولیدی در سکوی ایلام۱ قرار دارد و شش چاه تزریقی آب نیز در حال فعالیت است، ضمن آن که در سکوی ایلام۲ سه چاه تولیدی و در ایلام۳ پنج حلقه چاه تولیدی همراه با سه چاه تزریقی وجود دارد.
میدان نفتی اسفند ۹۰ میلیون فوت مکعب گاز تولید می‌کند که این گاز علاوه بر تأمین گاز موردنیاز جزیره سیری، با خط لوله به جزیره کیش ارسال می‌شود. گاز مورد نیاز نیروگاه‌های جزیره کیش از گاز تولیدی این سکو تأمین می‌شود و این سکو توان آن را دارد که گاز تولیدی خود را به جزیره قشم نیز ارسال کند.
نفت تولیدی از طریق خط لوله‌ای ۱۶ اینچ و گاز تولید شده از طریق خط لوله‌ای ۱۸ اینچی به جزیره سیری منتقل می‌شود، همچنین خط لوله ۱۶ اینچ دیگری آب مورد نیاز برای تزریق را از جزیره سیری به سکوها، برای تزریق ارسال می‌کند.